# (100) Hécate
Pour les articles homonymes, voir Hécate (homonymie).
(100) Hécate, désignation internationale (100) Hekate, est un astéroïde de la ceinture principale découvert par James Craig Watson le 11 juillet 1868 à Ann Arbor, et le 18 du même mois par Charles Wolf de l'observatoire de Paris, France.

## Description
(100) Hécate présente une orbite caractérisée par un demi-grand axe de 3,09 UA, une excentricité de 0,17 et une inclinaison de 6,4° par rapport à l'écliptique. Son diamètre a été estimé par l'IRAS à 88,66 km,.

## Étymologie
Cet astéroïde est nommé en référence à Hécate.

## Compléments